# Stazione di Fuku
La stazione di Fuku (福駅?, Fuku-eki) è una stazione ferroviaria situata nel quartiere di Nishiyodogawa-ku della città di Osaka nella prefettura omonima in Giappone. La stazione si trova sulla linea Hanshin Namba delle Ferrovie Hanshin.

## Linee
Ferrovie Hanshin
■ Linea Hanshin Namba

## Struttura
La fermata è realizzata in superficie e dispone di due marciapiedi laterali con due binari passanti. Essendo i due marciapiedi non collegati da sovrappassaggio o da sottopassaggio, è necessario accedere alla banchina della direzione desiderata prima di inserire il biglietto nei tornelli, in quanto una volta entrati, non è possibile cambiare direzione. 
| Est   | ■ Linea Hanshin Namba | per Nishikujō, Dome-mae, Ōsaka Namba, e Kintetsu-Nara |
| Ovest | ■ Linea Hanshin Namba | per Amagasaki, Sannomiya, Sanyō-Akashi e Sanyō-Himeji |

## Stazioni adiacenti
| «                            | Servizio                               | »                   |
| Linea Hanshin Namba          | Linea Hanshin Namba                    | Linea Hanshin Namba |
| ---------------------------- | -------------------------------------- | ------------------- |
| Dekijima                     | Locale Semiesp. sezionale Semiespresso | Dempō               |
| Il Rapido espresso non ferma |                                        |                     |